# Kim Lönnholm
Kim Lönnholm, är en finländsk sångare. 1989 sjöng han låten Minä olen muistanut.